# Krister Kristensson
Carl Krister Kristensson (* 25. Juli 1942 in Malmö; † 28. Januar 2023) war ein schwedischer Fußballspieler.

## Laufbahn
Kristensson spielte zwischen 1963 und 1979 für Malmö FF. Mit 348 Spielen in der Allsvenskan hält er den vereinsinternen Rekord. Mit dem Klub wurde er sieben Mal schwedischer Meister und holte fünf Mal den Svenska Cupen. Sein letztes Pflichtspiel für den Verein war das Halbfinale im Europapokal der Landesmeister 1978/79, als FK Austria Wien mit 1:0 geschlagen werden konnte und das Finale erreicht wurde. Bei der Finalniederlage gegen Nottingham Forest kam er nicht mehr zum Einsatz, erhielt aber dennoch mit der Mannschaft die Svenska-Dagbladet-Goldmedaille.
Zwischen 1967 und 1972 bestritt Kristensson 38 Länderspiele im schwedischen Nationaltrikot. Er nahm für die Landesauswahl an der Weltmeisterschaft 1970 teil.

## Erfolge
- Schwedischer Meister: 1965, 1967, 1970, 1971, 1974, 1975, 1977
- Schwedischer Pokalsieger: 1967, 1973, 1974, 1975, 1978